# جاسم الدويلة
جاسم الدويلة (9 مارس 1963) هو لاعب ألعاب قوى وعداء كويتي معتزل في سباقات حواجز. شارك في سباق 400 متر حواجز في دورتي الألعاب الأولمبية الصيفية لعامي 1984 و1988. وكان حامل علم الكويت في حفل افتتاح الألعاب الأولمبية الصيفية 1984.

## روابط خارجية
- Jasem Al-Dowaila على موقع أوليمبيديا (الإنجليزية)
- جاسم الدويلة - موقع اكس